# Kurhannoversche Armee

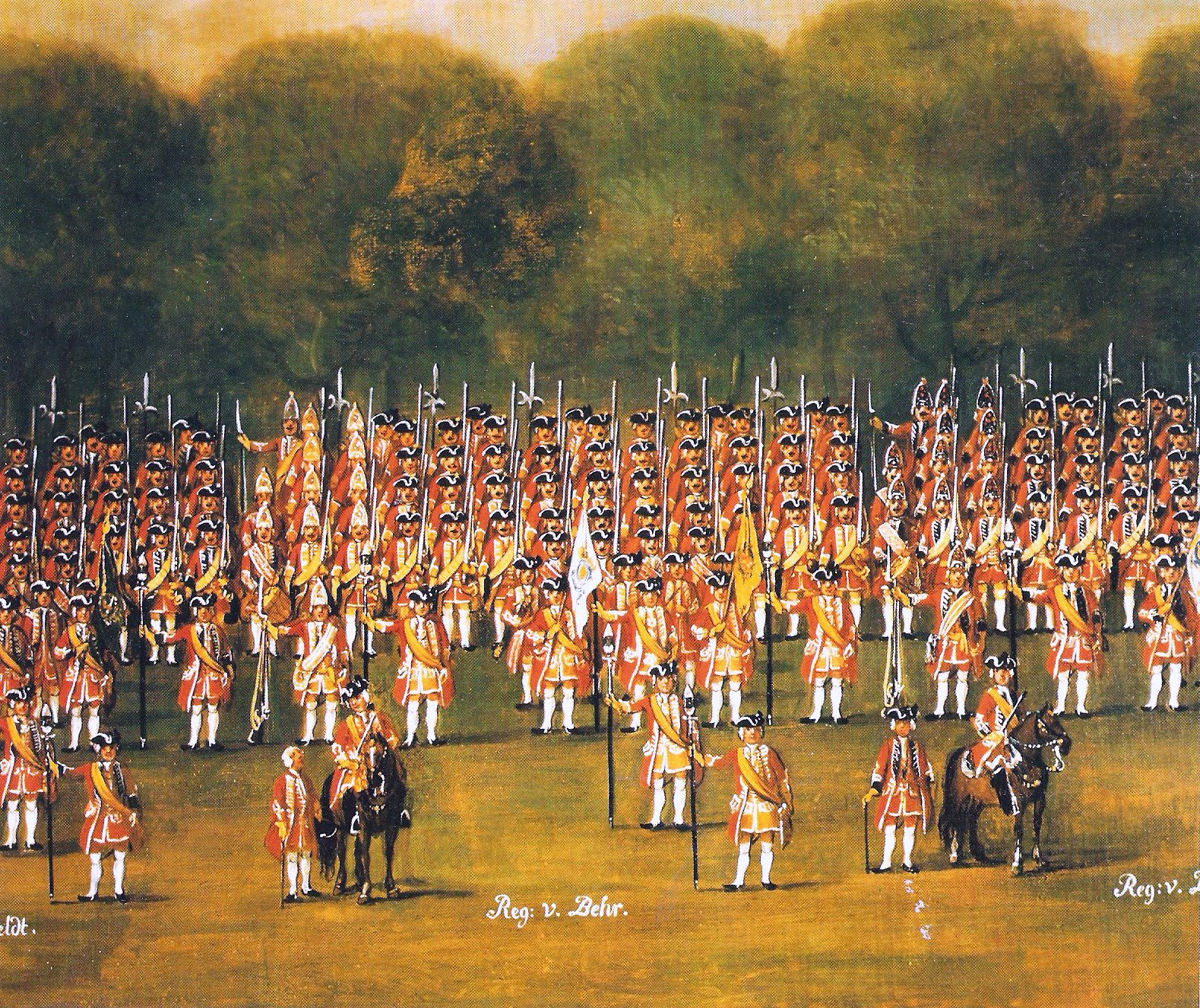
Kurhannoversches Infanterie-Regiment von Behr 1735 (1783: No. 7-A) bei der Revue von Bemerode

Die Ursprünge der kurhannoverschen Armee werden allgemein auf das Jahr 1617 für die Fürstentümer Grubenhagen und Calenberg festgelegt. Aber erst während des Dreißigjährigen Krieges entwickelte sich ein stehendes Heer. Vor allem als Teil der Reichsarmee auf kaiserlicher Seite kämpften kurfürstlich-hannoversche Truppen in unterschiedlichen Kriegen, so im Großen Türkenkrieg (1685–1699) und im Spanischen, Polnischen und Österreichischen Erbfolgekrieg. Die Armee wurde 1803 nach der Niederlage im Koalitionskrieg gegen das napoleonische Frankreich aufgelöst. Ein großer Teil der Offiziere, aber auch der Soldaten ging nach Großbritannien, um weiter in der King’s German Legion gegen Napoleon zu kämpfen.

## Geschichte
Mit einem immer dichter werdenden Netz von Verordnungen wurde der Militärdienst ab der zweiten Hälfte des 17. Jahrhunderts reglementiert. Sofort nach Amtsantritt von Ernst August 1679 rüstete er auf. Bei Amtsübernahme befehligte er 3500 Mann, 1684 betrug die Heeresstärke 14.450 Mann. Eine so große Armee war mit den Finanzmitteln des Fürstentums nicht zu unterhalten. Der Kurfürst war daher auf die Verleihung seiner Truppen an andere kriegführende Staaten und auf Subsidienzahlungen angewiesen. 5500 hannoversche Soldaten kämpften von 1685 bis 1689 auf der Seite der Republik Venedig in Griechenland gegen die Osmanische Armee im Großen Türkenkrieg. Die Armee wurde auch für politische Tauschgeschäfte eingesetzt. So vermietete Ernst August zur Anerkennung der Kurfürstenwürde weitere Truppenverbände an den habsburgischen Kaiser im Krieg gegen die Osmanen. Von den 15.120 Mann, die die Armee 1692 zählte, kämpften 5000 in Ungarn und 7500 in Flandern, während im eigenen Land lediglich 2620 Mann zurückblieben.
1690 erhielten die hannoverschen Soldaten einheitliche Uniformen. Auch die Ausrüstung wurde vereinheitlicht. Jeder Musketier erhielt bis 1693 ein Luntenschlossgewehr mit Bajonett. Auch Besoldung, Unterbringung und Verpflegung wurden genormt.
Durch den Frieden von Rijswijk 1697 musste die Stärke der kurhannoverschen Armee auf 7000 Mann reduziert werden, da keine Subsidienzahlungen mehr eingenommen wurden. Bis zum Jahr 1705 zählte die Armee wieder fast 13.000 Soldaten. 1705 wurden die kurfürstlichen Truppen um die Regimenter des Fürstentum Lüneburg-Celle erweitert. Dadurch wuchs die Armee auf eine Stärke von 22.000 Mann an und wurde zu einer der größten des Heiligen Römischen Reiches. Nach dem Spanischen Erbfolgekrieg und einem kurzen Einsatz im Großen Nordischen Krieg bei der Belagerung von Wismar und der kriegerischen Reichsexekution gegen das Herzogtum Mecklenburg 1717 bis 1718, folgte eine lange Friedensperiode, in der Kurhannover für eine längere Zeit seine Armee auf dem Territorium Kurhannovers stationieren musste. Durch die dynastischen Verbindungen mit England flossen regelmäßige Subsidienzahlungen aus England in das Kurfürstentum, so dass die Armee langfristig aufrechterhalten werden konnte.
Bedingt durch die engen Beziehungen zur britischen Armee des Königs und Kurfürsten, kämpften hannoversche Truppen häufig an der Seite britischer Truppen. Im Siebenjährigen Krieg (1756–1763) bestand eine Allianz neben hannoverschen und britischen Truppen aus Braunschweig-Wolfenbütteler, Hessen-Kasseler und preußischen Truppen. Im Vorfeld des Amerikanischen Unabhängigkeitskrieges ersetzten 1775 kurhannoversche Truppen die nach Übersee abgerückten britischen Truppen auf Menorca und in Gibraltar. Die hannoverschen Truppen in Gibraltar verteidigten die Stellungen erfolgreich gegen spanische Angriffe. Hannoversche Truppen nahmen auch am britischen Krieg gegen Frankreich in Ostindien teil (1782–1792). Ebenfalls unter britischem Sold nahmen kurfürstliche Truppen im Ersten Koalitionskrieg (1792–1797) gegen das revolutionäre Frankreich teil (1793–1795).
Das Jahr 1803 brachte das offizielle Ende der kurhannoverschen Armee: Am 16. Mai, nur gut 13 Monate nach dem Frieden von Amiens, erklärte Großbritannien Frankreich erneut den Krieg. Der Versuch Georgs III., seine Stammlande für neutral zu erklären, misslang. Hilfe von außen war nicht zu erwarten: Hannovers offiziell neutraler Nachbar Preußen taktierte mit Frankreich (und ließ sich von ihm, im Pariser Traktat vom 15. Februar 1806, das Kurfürstentum sogar „schenken“). Angesichts dessen zog sich die zahlenmäßig unterlegene Armee des Kurfürstentums vor den anrückenden Franzosen kampflos zurück. Mit Abschluss der Konvention von Artlenburg wurde das Heer aufgelöst, die Ausrüstung den Franzosen übergeben.
Ein erheblicher Teil der Offiziere und Soldaten ging nach Großbritannien und bildete den Grundstock der King’s German Legion. Sie war die einzige deutsche Truppe, die sich kontinuierlich im Kampf gegen die französische Armee befand und nahm an den Gefechten auf der iberischen Halbinsel, in Norddeutschland (Göhrde) und Kopenhagen teil. In der Schlacht bei Waterloo 1815 verteidigten sie den wichtigen Vorposten La Haye Sainte.
Entwicklung der Stärke der Kurhannoverschen Armee im 18. Jahrhundert:
| Jahr     | 1714   | 1724   | 1731   | 1741   | 1744   | 1747   | 1748   | 1755   | 1763   | 1764   | 1803   |
| -------- | ------ | ------ | ------ | ------ | ------ | ------ | ------ | ------ | ------ | ------ | ------ |
| Soldaten | 17.380 | 15,282 | 19.936 | 24.982 | 25.564 | 26.468 | 26.471 | 29.130 | 49.650 | 12.000 | 16.739 |

## Organisation
Oberste Verwaltungsbehörde der Armee bildete die Kriegskanzlei, die von fünf bis sieben Beamten geführt wurde. Mit dem Generalstab und dem Kriegskommissariat gab es zwei weitere Gremien, die die Arbeit der Kriegskanzlei unterstützten.
Das Gesamtheer bestand aus den drei Waffengattungen Infanterie, Kavallerie und Artillerie. Die Fußtruppen stellten den zahlenmäßig größten Anteil der Armee. Zu ihnen gehörte die 188 Mann zählende Garde, die als Leibwache des Kurfürsten und britischen Königs bei Besuchen eingesetzt wurde. 1729 bestand die Kavallerie aus 12, die Infanterie aus 20 Regimentern. Die Regimenter waren auf das ganze Territorium des Kurfürstentums verteilt.

## Galerie

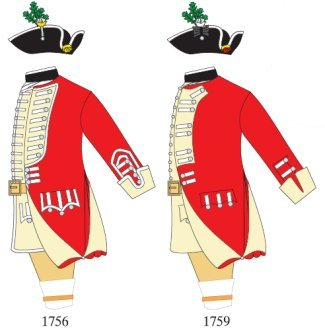
Inf-Reg. Nr. 2, 1756/1759. Die kurhannoversche Infanterie trug 1731–1765 (alt-)brandenburgische Aufschläge, mit „auf englische Art“ betresster Patte
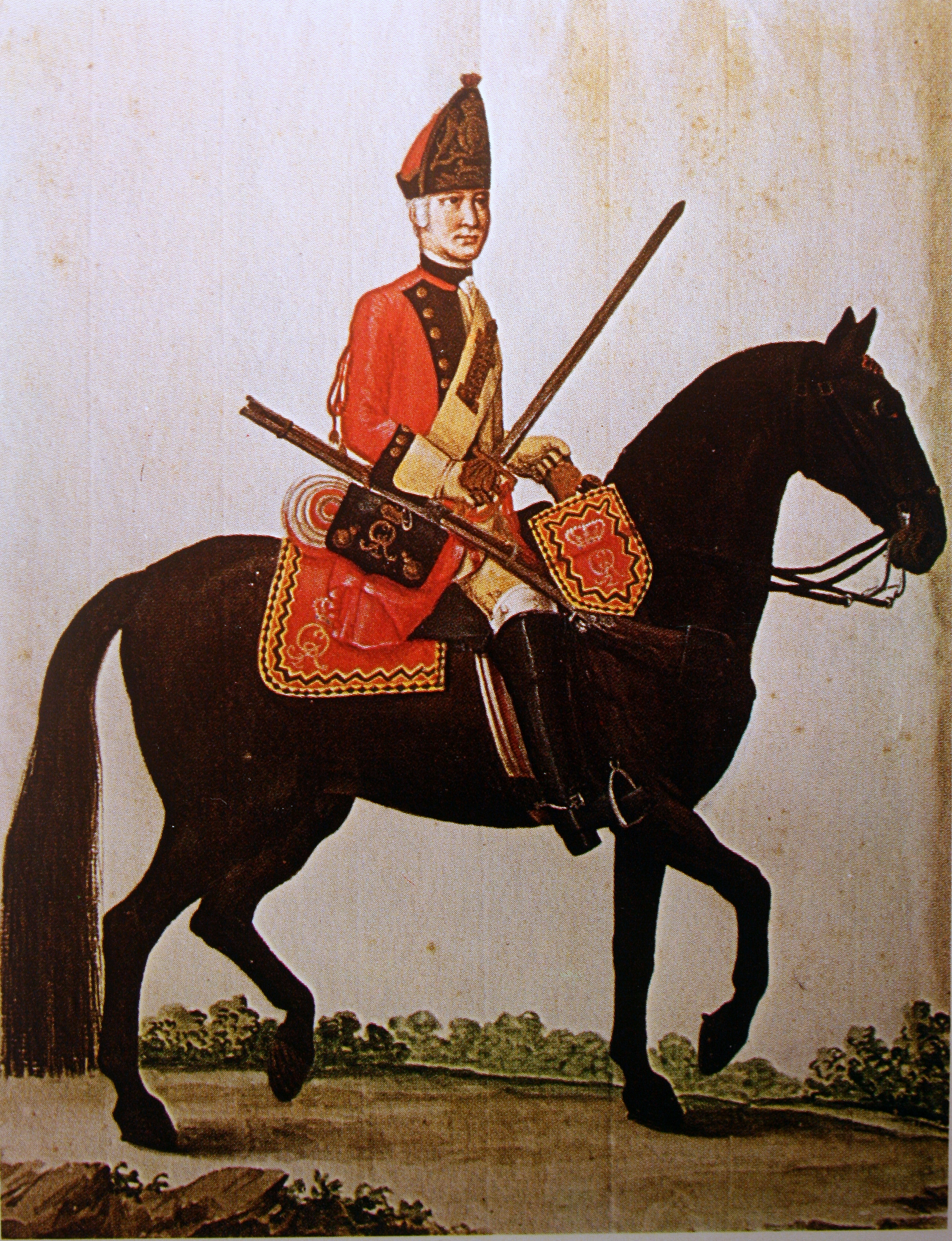
Grenadier à cheval (Garde B) ca. 1760
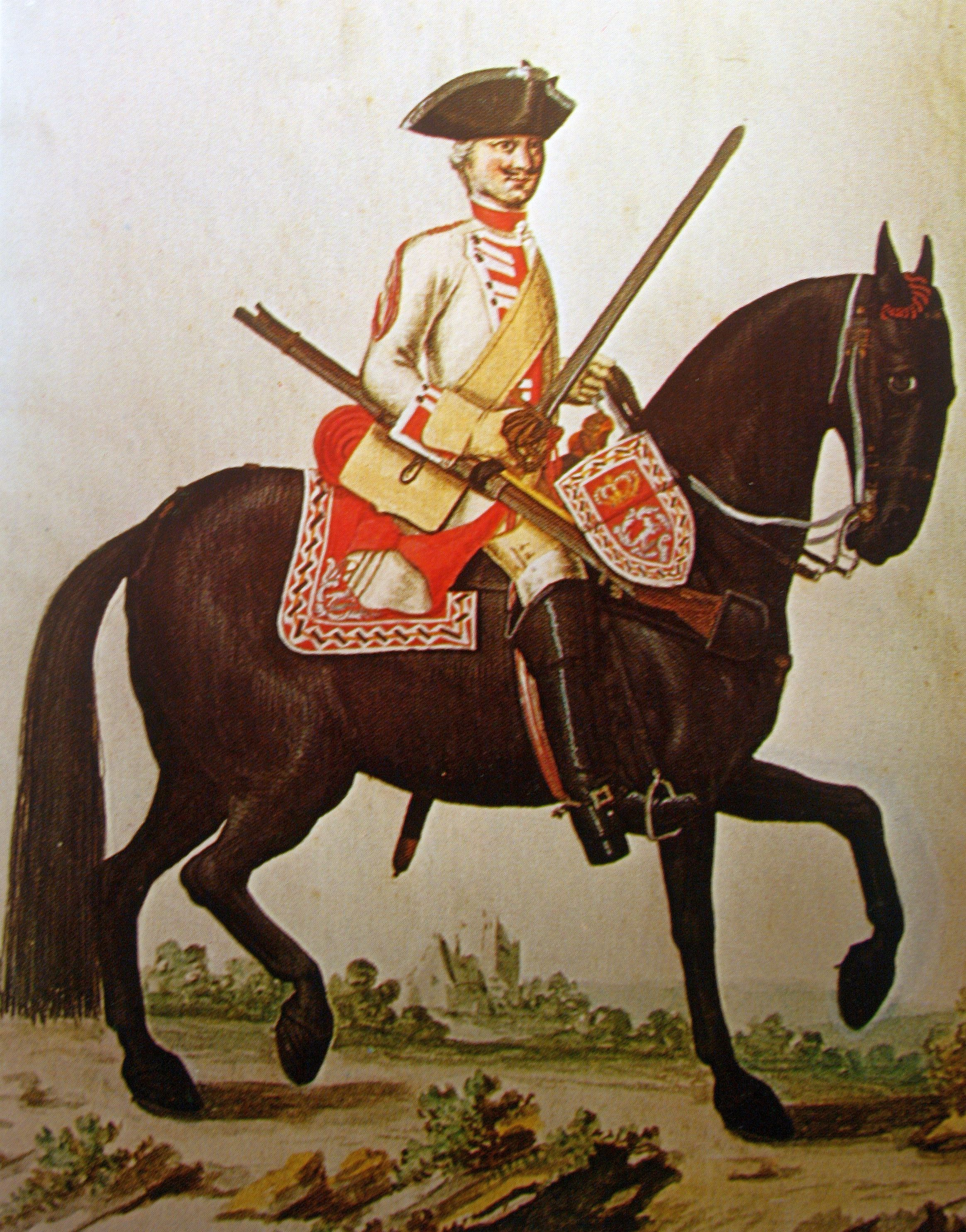
Dragonerregiment Veltheim (D I) ca. 1761
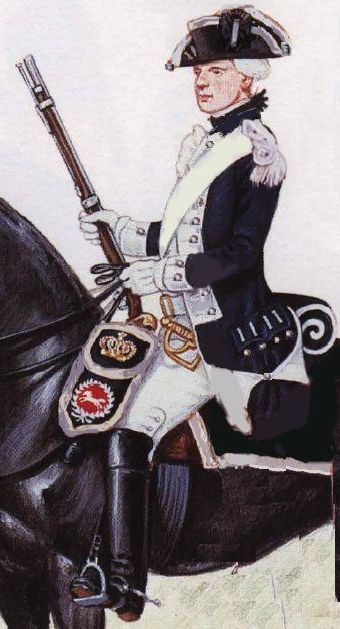
Dragonerregiment Ramdohr ca. 1790
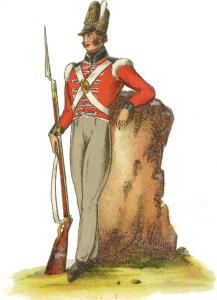
Linieninfanterie der King’s German Legion, ca. 1815, mit „Belgischem“ Tschako und den seit 1768 in der britischen Armee üblichen runden Ärmelaufschlägen